# London Welsh RFC
London Welsh Rugby Football Club fue un equipo de rugby con sede en la ciudad de Londres, Inglaterra.
Este equipo fue fundado por emigrantes galeses de Londres siguiendo la estela de otros equipos formados por emigrantes como los London Irish o los London Scottish. Son normalmente conocidos como The Exiles en referencia a su pasado de "exiliados". 

## Historia
Fueron fundados en 1885 por la comunidad galesa residente en Londres.
El 10 de abril de 2016 disputó la final de la British and Irish Cup frente a Yorkshire Carnegie logrando vencer por un marcador de 33 a 10.
Durante su larga historia disputó dos temporadas en la primera división (2012-13, 2014-15).
En enero de 2017. el club fue eliminado de las competencias de rugby en Inglaterra luego de largos años de dificultades económicas.
En 2017 luego de la liquidación del club, se formó un nuevo equipo de exiles galeses, los London Welsh Amateur, sin relación con el club anterior, para la Rugby Football Union son dos clubes totalmente diferentes.

## Palmarés
- RFU Championship (2): 2011–12, 2013–14
- British and Irish Cup (2): 2015-16
- Campeonato de Gales no oficial (1): 1971-72
- Subcampeón John Player Cup : 1984-85